# Cani-VTT

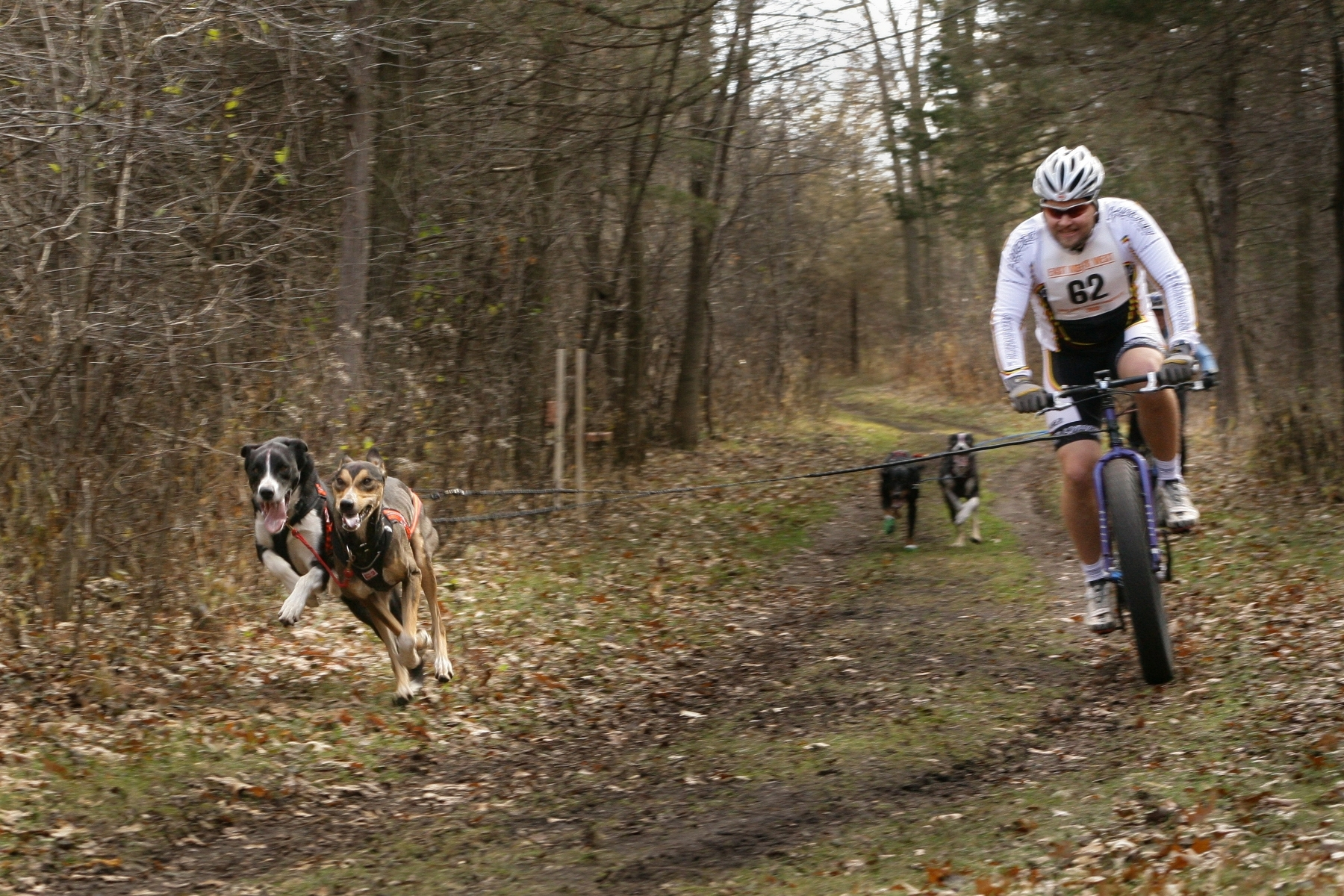
Course de cani-VTT

Le cani-VTT ou bike-jöring est un sport canin qui se définit comme l'union d'un chien et d'un cycliste, reliés entre eux et effectuant de concert le même effort physique sur un parcours balisé.

## Compétition
Toutes les races de chiens sont admises dans les compétitions hormis les chiens de première catégorie.
La compétition est accessible au maître du chien dès l'âge de 15 ans en catégorie Junior.
Les distances des parcours se situent généralement entre 2,5 km (sprint) et 9 km (long). Les distances peuvent être adaptées en fonction de la température.
Le cycliste doit fournir un effort constant et régulier pour ne pas être constamment tiré par le chien, sous peine de pénalités.